# Mixtape (EP)
Mixtape es un extended play predebut del grupo surcoreano Stray Kids. El EP fue lanzado digital y físicamente el 8 de enero de 2018 por JYP Entertainment y distribuido a través de Genie Music. Consiste de siete canciones, todas las cuales se presentaron en su reality show.

## Lista de canciones
Créditos sacados de Melon

| N.º   | Título                        | Música                                                                               | Escritor(es)                                    | Arreglo                                                    | Duración |  |
| 1.    | «Hellevator»                  | Armadillo, 3Racha, Rangga                                                            | Armadillo, 3Racha                               | Armadillo, Bang Chan (3Racha), Rangga                      | 4:01     |  |
| 2.    | «Beware» (Grrr 총량의 법칙)   | 3Racha, Armadillo, Trippy, 1Take                                                     | 3Racha                                          | Trippy                                                     | 3:09     |  |
| 3.    | «Spread My Wings» (어린 날개) | 3Racha, Trippy                                                                       | 3Racha                                          | Trippy                                                     | 3:18     |  |
| 4.    | «Yayaya»                      | 3Racha, earattack                                                                    | 3Racha, earattack                               | earattack                                                  | 3:21     |  |
| 5.    | «Glow»                        | Bang Chan (3Racha), This N That                                                      | Changbin (3Racha), Lee Felix, Lee Min-ho        | Bang Chan (3Racha), This N That, Garden                    | 3:24     |  |
| 6.    | «School Life»                 | Brandon Lowry, Tobias Karlsson, Matthew Engst, Han (3Racha), Kim Woojin, Kim Sang-mi | 3Racha, Kim Woo-jin, Yang Jeong-in, This N That | Brandon Lowry, Tobias Karlsson, Matthew Engst, Kim Sang-mi | 3:36     |  |
| 7.    | «4419»                        | 3Racha, Jinjjasanai                                                                  | 3Racha, Kim Seung-min, Hwang Hyun-jin           | Jinjjasanai                                                | 3:13     |  |
| 24:02 |                               |                                                                                      |                                                 |                                                            |          |  |

## Posicionamiento en listas
| Listas (2018)                        | Mejor posición |
| ------------------------------------ | -------------- |
| Japanese Albums (Oricon)             | 47             |
| New Zealand Heatseeker Albums (RMNZ) | 9              |
| South Korean Albums (Gaon)           | 2              |
| US World Albums (Billboard)          | 2              |

| Listas (2018)              | Mejor posición |
| -------------------------- | -------------- |
| South Korean Albums (Gaon) | 71             |

## Historial de lanzamiento
| Región        | Fecha              | Formato          | Distribuidor      | Ref.   |
| ------------- | ------------------ | ---------------- | ----------------- | ------ |
| Global        | 8 de enero de 2018 | Descarga digital | JYP Entertainment | [ 13 ] |
| Corea del Sur | 8 de enero de 2018 | Descarga digital | JYP Entertainment | [ 14 ] |
| Corea del Sur | 8 de enero de 2018 | CD               | JYP Entertainment | [ 15 ] |